# 委內瑞拉職業棒球聯盟
委內瑞拉職業棒球聯盟（西班牙語：Liga Venezolana de Béisbol Profesional, LVBP）是委內瑞拉的職業棒球聯盟。1941年委內瑞拉贏得世界杯棒球賽冠軍後，棒球的普及程度在國內得以提升，1945年12月27日在經過各企業的審議討論後，組成了委內瑞拉職業棒球聯盟，並在1946年01月12日開始第一個球季。目前共有8支球隊。
聯盟的冠軍每年都會參加加勒比海大賽。

## 球隊
| 球隊               | 所在城市                 | 成立年份 | 聯盟冠軍次數 | 加勒比海大賽冠軍次數 |
| ------------------ | ------------------------ | -------- | ------------ | -------------------- |
| 蘇利亞老鷹         | 蘇利亞州．馬拉開波       | 1969     | 6            | 2                    |
| 瑪格麗塔勇士       | 新埃斯帕塔州．波拉馬爾   | 2007     | 0            | 0                    |
| 拉臘紅雀           | 拉臘州．巴基西梅托       | 1965     | 6            | 0                    |
| 安索阿特吉加勒比人 | 安索阿特吉州．拉克魯斯港 | 1991     | 4            | 0                    |
| 卡拉卡斯獅子       | 首都大區．卡拉卡斯       | 1946     | 21           | 2                    |
| 麥哲倫航海家       | 卡拉波波州．瓦倫西亞     | 1946     | 13           | 2                    |
| 拉瓜伊拉鯊魚       | 瓦爾加斯州．拉瓜伊拉     | 1962     | 7            | 0                    |
| 阿拉瓜老虎         | 阿拉瓜州．馬拉凱         | 1965     | 10           | 1                    |

### 主場館
| 球隊               | 主場館                             | 場館容量      | 場館圖片 |
| ------------------ | ---------------------------------- | ------------- | -------- |
| 蘇利亞老鷹         | 路易斯·阿帕里西奧體育場            | 24,000        |          |
| 瑪格麗塔勇士       | 新埃斯帕塔體育場                   | 15,000-18,000 |          |
| 拉臘紅雀           | 安東尼奧·埃雷拉·古鐵雷斯體育場     | 22,000        |          |
| 安索阿特吉加勒比人 | 阿方索·卡拉斯科體育場              | 18,000        |          |
| 卡拉卡斯獅子       | 卡拉卡斯大學體育場                 | 20,723        |          |
| 麥哲倫航海家       | 何塞·貝爾納多·佩雷斯體育場         | 16,000        |          |
| 拉瓜伊拉鯊魚       | 豪爾赫·路易斯·加西亞· 卡內羅體育場 | 14,300        |          |
| 阿拉瓜老虎         | 何塞·佩雷斯科爾·梅納雷斯體育場     | 12,647        |          |

## 現行賽制
- 球季於10月中開打，每隊出賽56場，12月底球季例行賽結束，01月為季後賽。
- 2020~21年季後賽改回循環賽，例行賽前五名晉級季後賽，各隊出賽十六場，前兩名晉級七戰四勝制總冠軍賽。
- 2022~23年球季實施外卡，例行賽第五名與第六名進行三戰兩勝制；第五名優先取得一勝，獲勝晉級季後賽。

### 登錄及外籍球員
- 各球團擁有保留/儲備球員的60人本土名單，包括現役大聯盟等球員。
- 未在60人保護名單內球員，聯盟季前舉辦未保護名單球員選秀會（Draft de Peloteros No Protegidos）。如挑選到他隊球員時，必須繳付球員原來隊伍些許交易金，才能完成交易。（選秀順位由上一季戰績最差優先）
- 單週球員登錄人數為34；單場比賽登錄人數為26人，每週可替換三位本土球員。
- 2022~23年球季外籍球員登錄人數限5人。
- 球員被移出一軍名單，本土必須7天後才能重新登錄；外籍球員則10天。

### 增援選秀會
- 進入季後賽前，聯盟將進行戰力增援選秀，被挑選的球員則只是支援（租借）晉級季後賽的球隊之合約關係。

- 季後賽：由五支晉級季後賽球隊，從未打進季後賽的三隊球隊中挑選球員，每隊可選二位球員，第二輪必須替換球員。（增援選秀順位，例行賽第一名有優先選擇權）
- 總冠軍系列賽：晉級球隊可從季後賽淘汰球隊選一位球員替換。

### 其他
- 聯盟12月初舉辦明星賽、全壘打大賽（2000年開始舉辦）。不少現役委內瑞拉大聯盟球員在不能打國內職棒時，也會回國共襄盛舉並參予全壘打大賽。
- 委內瑞拉國內球員，都會與委內瑞拉職業聯盟球團簽署合約，而在美國職棒等海外發展的球員，只要回到國內職業聯盟打球，球員都各有所屬的球隊。其中一部分的委內瑞拉球員，早在13~18歲年齡，就會與委內瑞拉職業聯盟球團簽與合約，聯盟沒有選秀會，球團自行與國內球員接促，而大部分球員都會與自己家鄉球隊簽署合約，球團之間也有交易制度。
- 委內瑞拉職棒球員職業工會（Asociación Única de Peloteros Profesionales de Venezuela，AUPPV），是球員工會組織。

## 歷年冠軍
| 中文譯名           | 西文隊名                  | 冠軍年份 | 次數 |
| 卡拉卡斯獅子       | Leones del Caracas        | 1947-48 (+)、1948-49 (+)、1951-52 (+)、1952-53、1956-57、 1961-62、1963-64、1966-67、1967-68、1972-73、 1977-78、1979-80、1980-81、1981-82、1986-87、 1987-88、1989-90、1994-95、2005-06、2009-10、 2022-23 | 21   |
| 麥哲倫航海家       | Navegantes del Magallanes | 1949-50、1950-51, 1954-55、1969-70、1976-77、 1978-79、1993-94、1995-96、1996-97、2001-02、 2012-13、2013-14                                                                                                | 12   |
| 阿拉瓜老虎         | Tigres de Aragua          | 1971-72、1974-75、1975-76、2003-04、2004-05、 2006-07、2007-08、2008-09、2011-12、 2015-16 | 8    |
| 拉瓜伊拉鯊魚       | Tiburones de La Guaira    | 1964-65、1965-66、1968-69、1970-71、1982-83、 1984-85、1985-86 | 7    |
| 拉臘紅雀           | Cardenales de Lara        | 1990-91、1997-98、1998-99、2000-01、2018-19、2019-20 | 6    |
| 蘇利亞老鷹         | Águilas del Zulia         | 1983-84、1988-89、1991-92、1992-93、1999-00、2016-17 | 6    |
| 瓦倫西亞工業       | Industriales de Valencia  | 1955-56、1957-58、1958-59、1960-61、1962-63 | 5    |
| 安索阿特吉加勒比人 | Caribes de Anzoátegui     | 2010-11、2014-15、2017-18、2020-21 | 4    |
| 巴爾加斯智者       | Sabios de Vargas          | 1946、1946-47 | 2    |
| 帕斯托拉乳製業     | Lácteos de Pastora        | 1953-54 | 1    |

- 備註（+）：前身Cervecería Caracas獲得冠軍

## 外部連結
- 官方网站 （西班牙文）

|  | 本條目含有来自此处的文本，作者為此处所列用户，以CC BY-SA 3.0授權條款釋出。 |